# 99 Monkeys
99 Monkeys è un album in studio del cantante statunitense Bob Neuwirth, pubblicato nel 1991.

## Tracce
1. Great Spirit – 3:30
2. Biggest Bordertown – 4:37
3. The First Time – 4:17
4. Good Intentions – 5:39
5. Biding Her Time – 4:00
6. Life Is for the Living – 4:43
7. Dazzled by Diamonds – 4:06
8. Ancient Questions (War & Peace) – 7:52
9. Winter in Berlin – 3:55
10. Cloudy Day – 3:32 (bonus)
11. Busted Bottle – 3:14 (bonus)